# Tenrec espinós gros
El tenrec espinós gros (Setifer setosus) és una espècie de tenrec. És endèmic de Madagascar. Habita els boscos secs tropicals o subtropicals, els boscos humits baixos tropicals o subtropicals, les muntanyes humides tropicals o subtropicals, la sabana seca, la sabana humida, les zones arbustives seques tropicals o subtropicals, les zones arbustives humides tropicals o subtropicals, les zones arbustives de gran altitud tropicals o subtropicals, les zones herboses seques baixes tropicals o subtropicals, les zones herboses seques altes tropicals o subtropicals, jardins rurals i àrees urbanes. És l'única espècie del gènere Setifer.